# Wohnhausgruppe Bürgermeister-Smidt-Straße 173

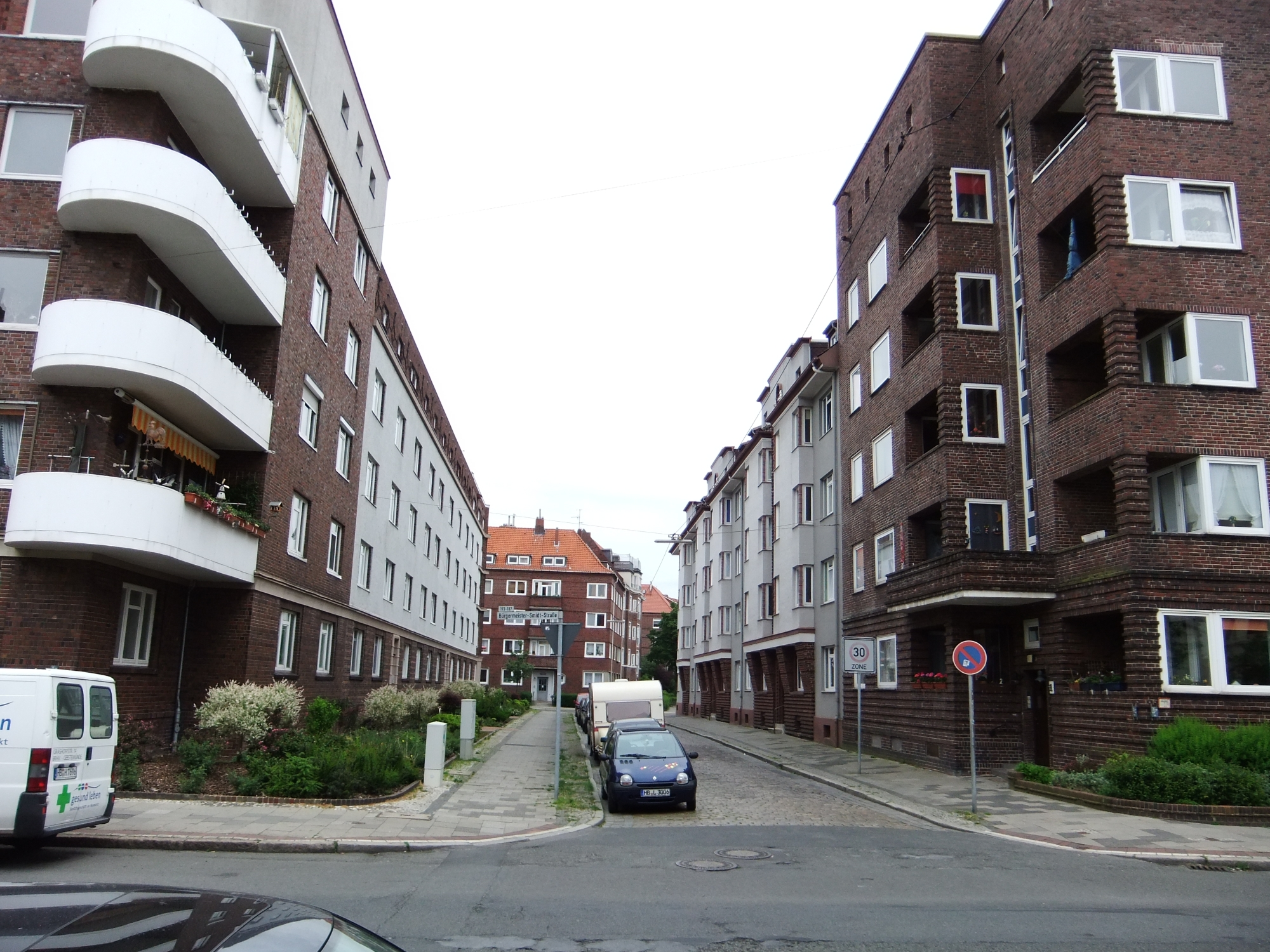
Wohnhausgruppe Bürgermeister-Smidt-Straße 173

Die Wohnhausgruppe Bürgermeister-Smidt-Straße 173 in Bremerhaven - Mitte, Bürgermeister-Smidt-Straße 173ff, Hardenbergstraße, Kantstraße, Scharnhorststraße 2ff, Steinstraße 1ff und Waldemar-Beckè-Platz entstand 1927 bis 1931 nach Plänen von Julius Hagedorn, Fritz Boysen und Willy Rump.
Die Gebäude stehen seit 2009 unter Bremer Denkmalschutz.

## Geschichte
1921 begann die Stadt in eigener Regie mit der Wohnhausgruppe I–IV, Anton-Schumacher-Straße städtischen Wohnungsbau unter der Leitung des Stadtbaurats Julius Hagedorn zu realisieren. Der X. Bauabschnitts an der Bürgermeister-Smidt-Straße wurde ab 1929 gebaut; damit endete das Engagement der Stadt als Bauherr.
Die vier- bis sechsgeschossige teils verklinkerte moderne Wohnanlage mit teilweise einem Mezzaningeschoss umfasst drei Baublöcke mit 455 Wohnungen. Die bis zu 18 Meter tiefen Pfahlgründungen waren ein hoher Kostenaufwand. Bauträger war hier die 1927 vom Mieterverein gegründete Gemeinnützige Wohnungsfürsorge e.V. Die Durchführung erfolgte in  Bauabschnitten auf dem in Erbbaurecht gepachteten Grundstücken der Stadt. Die Finanzierung wurde durch Hypotheken der Sparkasse (50 %), Hauszinssteuerhypotheken (40 %) und Bauanteile als Eigenkapital der damals etwa 4000 Mitglieder des Vereins gesichert.
Die ersten fünf  Bauabschnitte mit 243 Wohnungen an der Bürgermeister-Smidt-Straße plante der Architekt Willy Rump auf der Basis eines Vorentwurfs des Stadtbauamtes (Architekt Fritz Boysen). Rump entwarf die interessanten Hauseingänge.
Das Landesamt für Denkmalpflege Bremen befand: „... die ...Klinkerfassade zur Bürgermeister-Smidt-Straße ist durchaus monumental und wirkt großstädtisch.“
Die Bürgermeister-Smidt-Straße wurde nach dieser Anlage einseitig mit reinen Wohnhäusern fortgeführt; im Erdgeschoss konnten später Geschäfte eingerichtet werden.

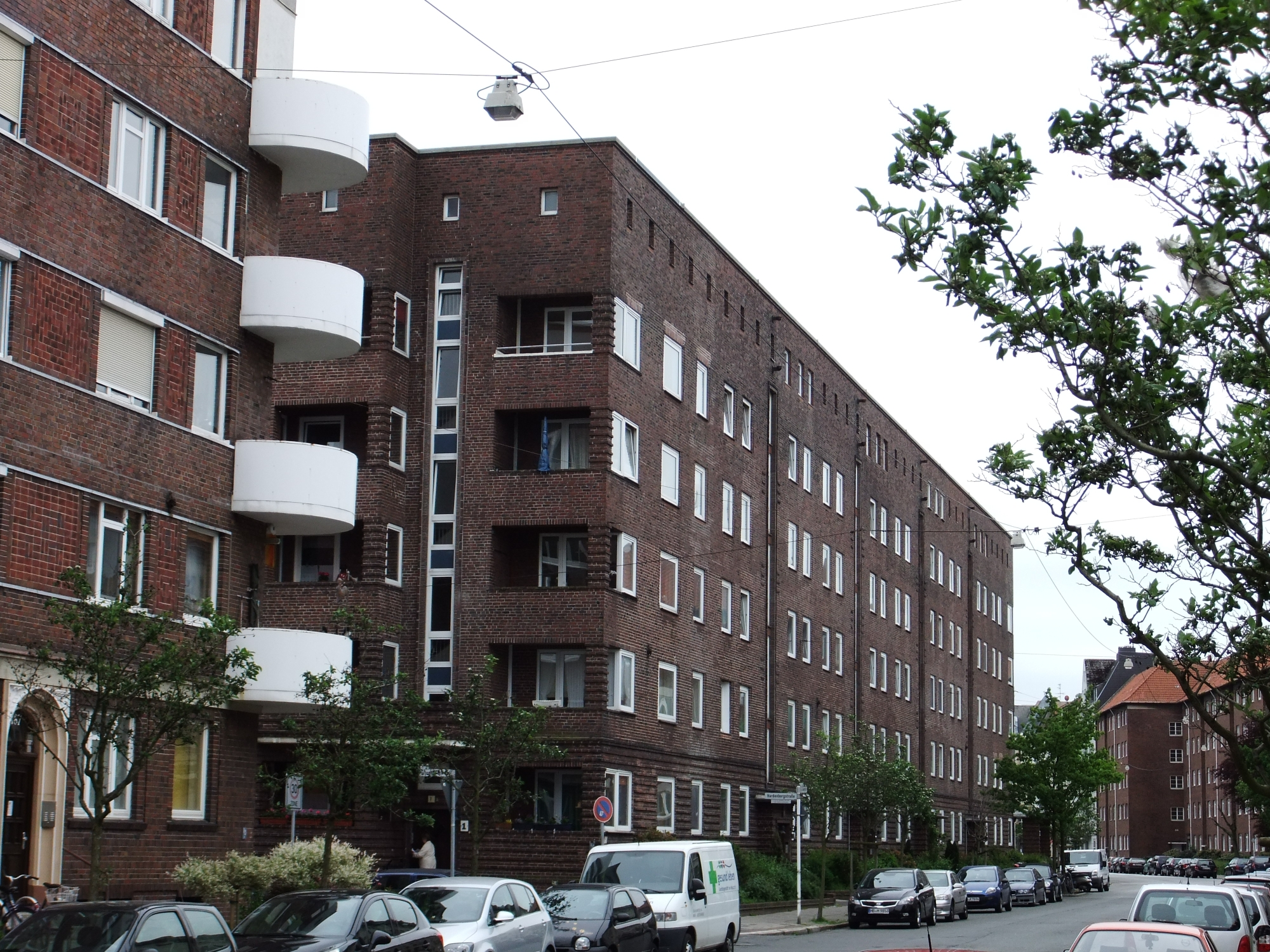
Wohnhausgruppe X, Hagedorn, Boysen
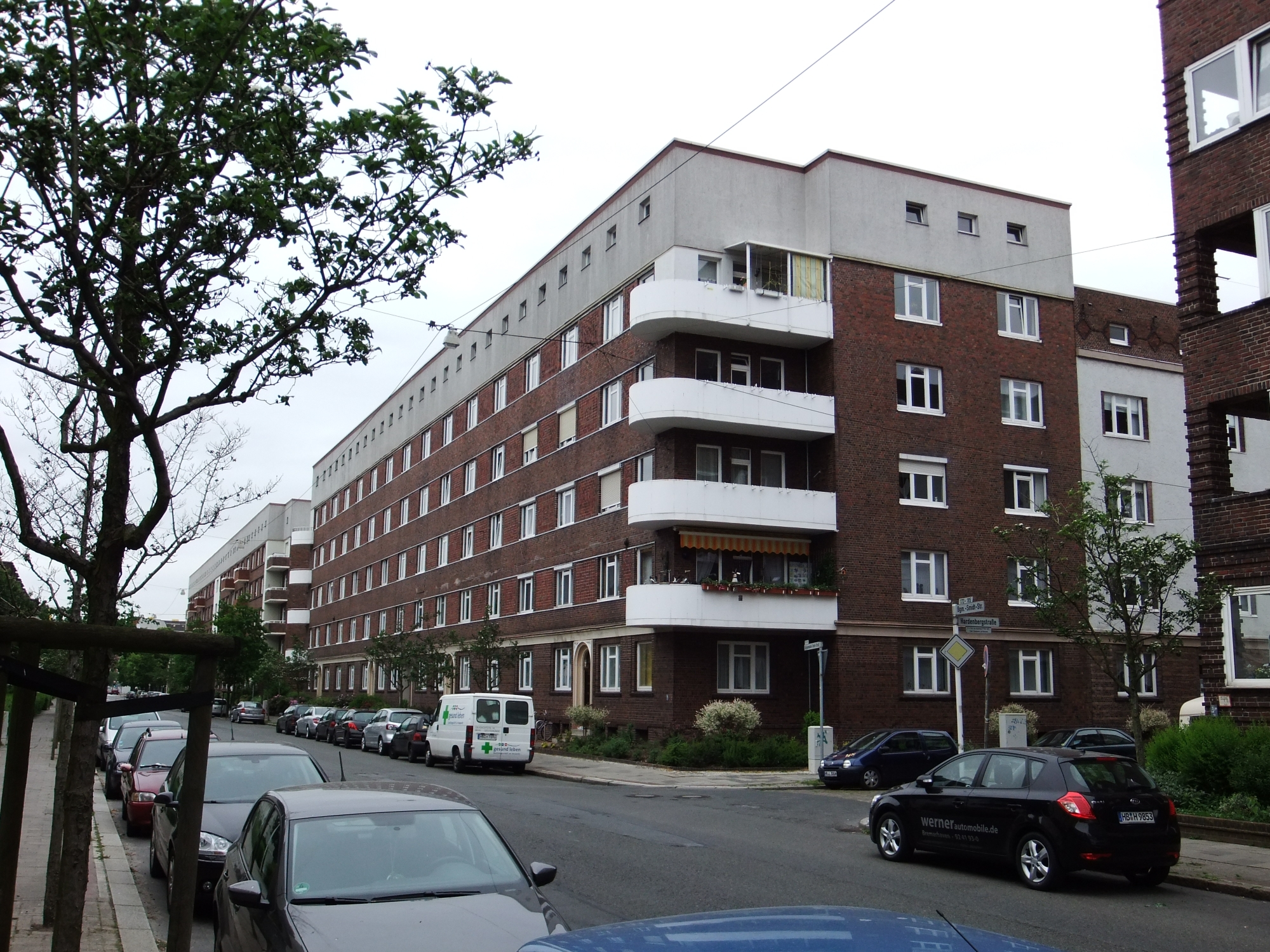
Baugruppe IV, Rump
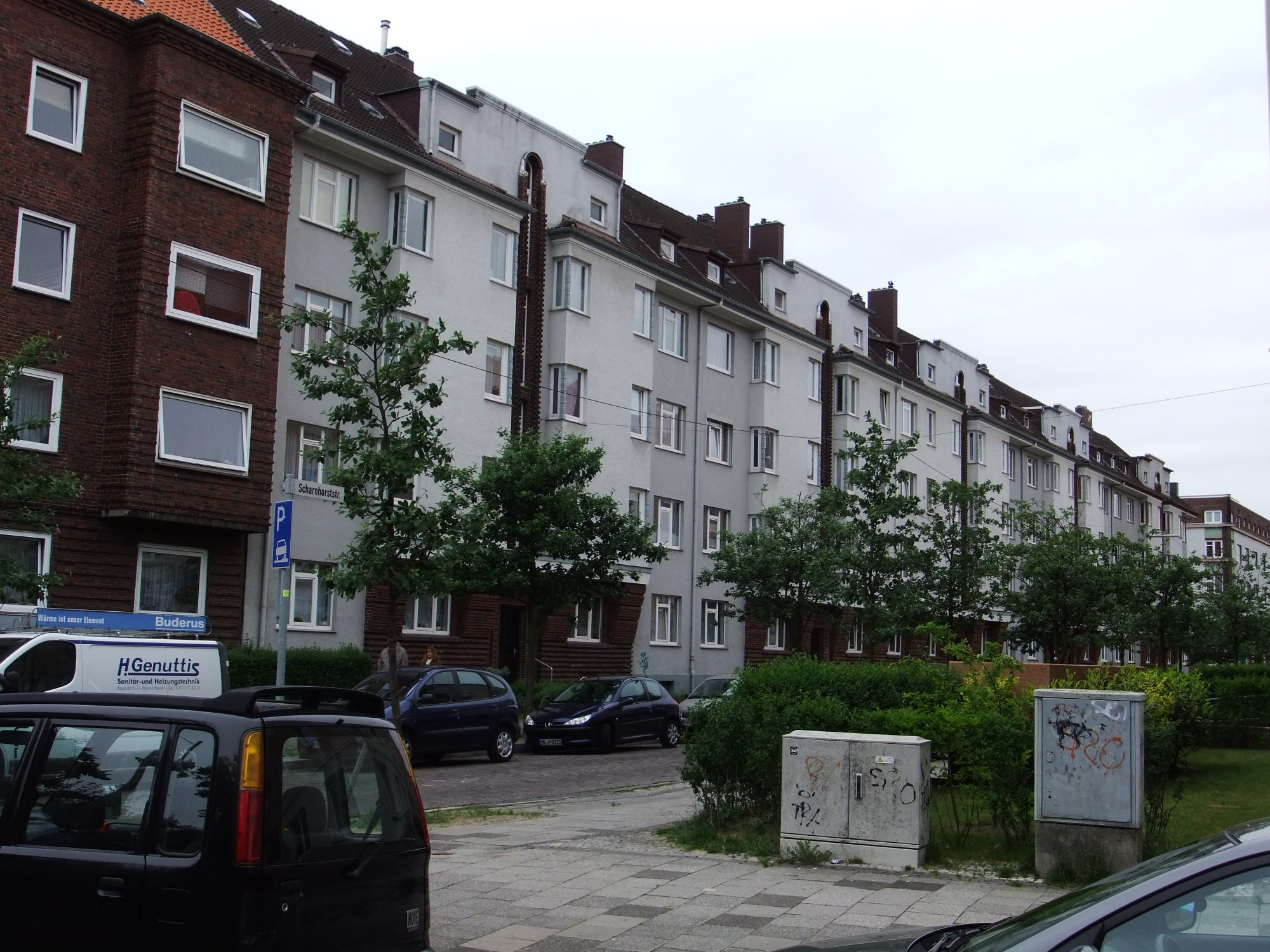
Baugruppe I und II, Rump
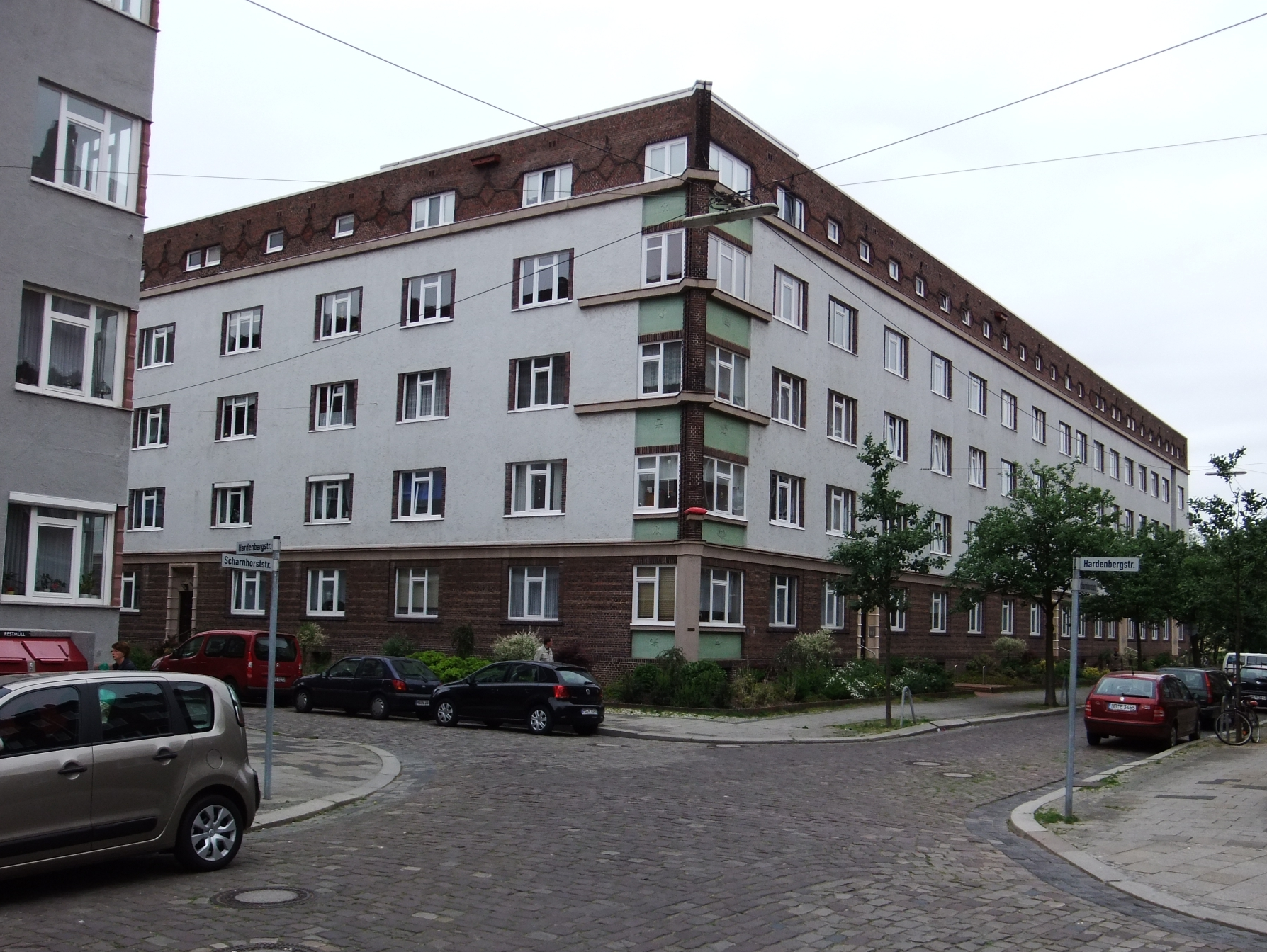
Baugruppe III, Rump
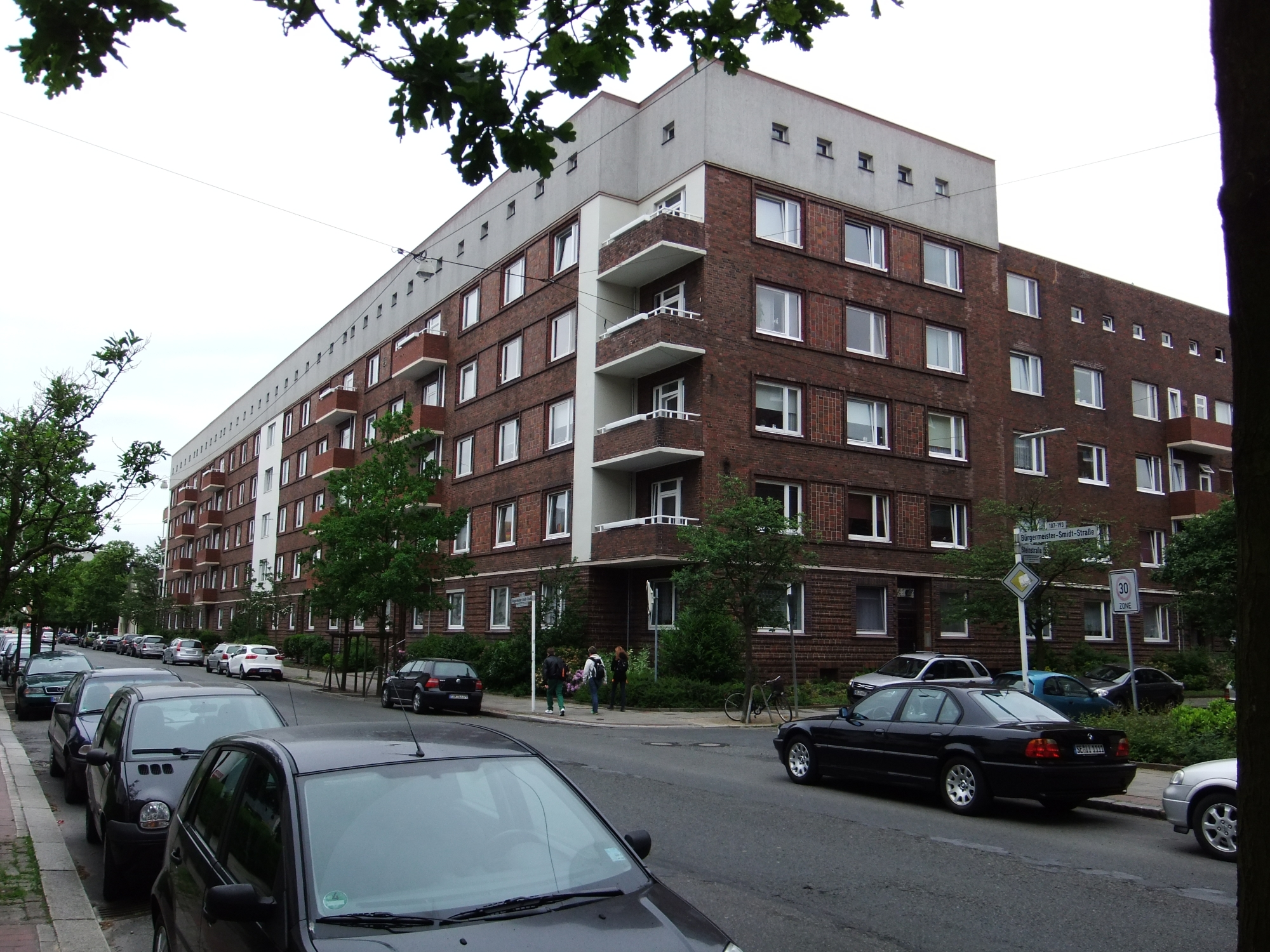
Baugruppe V, Rump